# Qeshlāq-e Anūch
Qeshlāq-e Anūch (persiska: قِشلاقِ اَنوچ, قِشلاقِ اَنوج, اَرمَن آباد, قِشلاقِ اَنوجس, قشلاق انوچ) är en ort i Iran.   Den ligger i provinsen Hamadan, i den nordvästra delen av landet, 300 km sydväst om huvudstaden Teheran. Qeshlāq-e Anūch ligger 1 931 meter över havet och antalet invånare är 277.
Terrängen runt Qeshlāq-e Anūch är kuperad åt nordväst, men åt sydost är den platt. Runt Qeshlāq-e Anūch är det tätbefolkat, med 257 invånare per kvadratkilometer. Närmaste större samhälle är Oshtorīnān, 12,6 km sydost om Qeshlāq-e Anūch. Trakten runt Qeshlāq-e Anūch består i huvudsak av gräsmarker.